# Клепало
Вижте пояснителната страница за други значения на Клепало.
Клепалото е ударен музикален инструмент от групата на идиофонните инструменти.
Клепалото представлява дълга летва с широчина 10 – 15 см, която е стеснена в средата, за да може да се държи така, че двата ѝ края да вибрират свободно когато бъдат ударени. Много от клепалата имат отвори в двата си края.
Клепалата се делят на две основни групи – метални и дървени. Разпространени са в редица държави. Имат предимно сигнални функции, използват се във фолклорната музика, а в България – основно в църковната музика. Клепала могат да се видят предимно из българските манастири и в някои църкви.
В класическата музика се срещат и комплекти от клепала, настроени хроматично.
Чалапарта са вид дървени клепала, използвани в баската музика.